# Biševići
Biševići (cyr. Бишевићи) – wieś w Bośni i Hercegowinie, w Republice Serbskiej, w gminie Rudo. W 2013 roku liczyła 6 mieszkańców.